# Лелюв (гміна)
Гміна Лелюв (пол. Gmina Lelów) — сільська гміна у південній Польщі. Належить до Ченстоховського повіту Сілезького воєводства.
Станом на 31 грудня 2011 у гміні проживало 5061 особа.

## Територія
Згідно з даними за 2007 рік площа гміни становила 120.81 км², у тому числі:
- орні землі: 65.00%
- ліси: 26.00%

Таким чином, площа гміни становить 7.95% площі повіту.

## Населення
Станом на 31 грудня 2011:
| Опис     | Загалом | Загалом | Чоловіки | Чоловіки | Жінки | Жінки |
| -------- | ------- | ------- | -------- | -------- | ----- | ----- |
| одиниця  | осіб    | %       | осіб     | %        | осіб  | %     |
| все      | 5061    | 100     | 2539     | 50.17    | 2522  | 49.83 |
| міське   | 0       | 100     | 0        |          | 0     |       |
| сільське | 5061    | 100     | 2539     | 50.17    | 2522  | 49.83 |

## Сусідні гміни
Гміна Лелюв межує з такими гмінами: Іжондзе, Конецполь, Неґова, Пширув, Щекоцини, Янув.